# 中国人民解放军绕台湾岛巡航

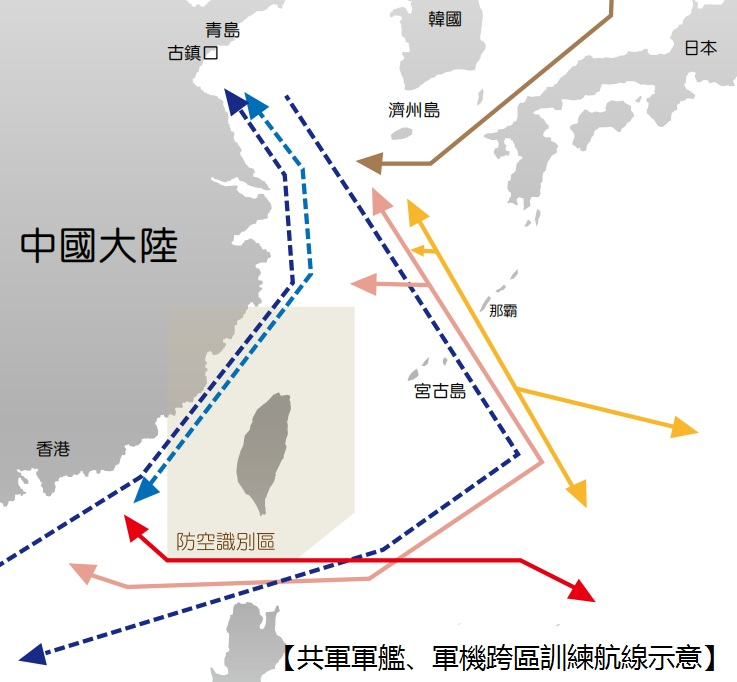
中华民国国防部2017年《国防报告书》中的「共军军舰、军机跨区训练航线示意」图。图中淡灰色区域为中華民國防空識別區。

中国人民解放军繞台灣島巡航，简称為繞台、繞島巡航，是指自2016年起中国人民解放军海军在台灣島週邊的航行活動、或中国人民解放军空军以接力方式行經台灣島週邊的飛行活動。
中华人民共和国国防部稱此舉为對台獨勢力所展开的实战化军事训练；中華民國大陸委員會稱此舉是针对台灣的施压與骚扰；中華民國國防部在2017年國防報告書中稱此舉為“共军军舰、军机跨区训练”，2019年國防報告書定义相同；2020年3月，中華民國國防部在立法院發言及以新聞稿稱解放軍在台灣島週邊海空域進行的針對性訓練不僅僅是繞經或無害通過，而是挑釁、威脅的具體事證；中央社和其它台湾媒体称为中共機艦擾台、共機擾台。

## 军事相关

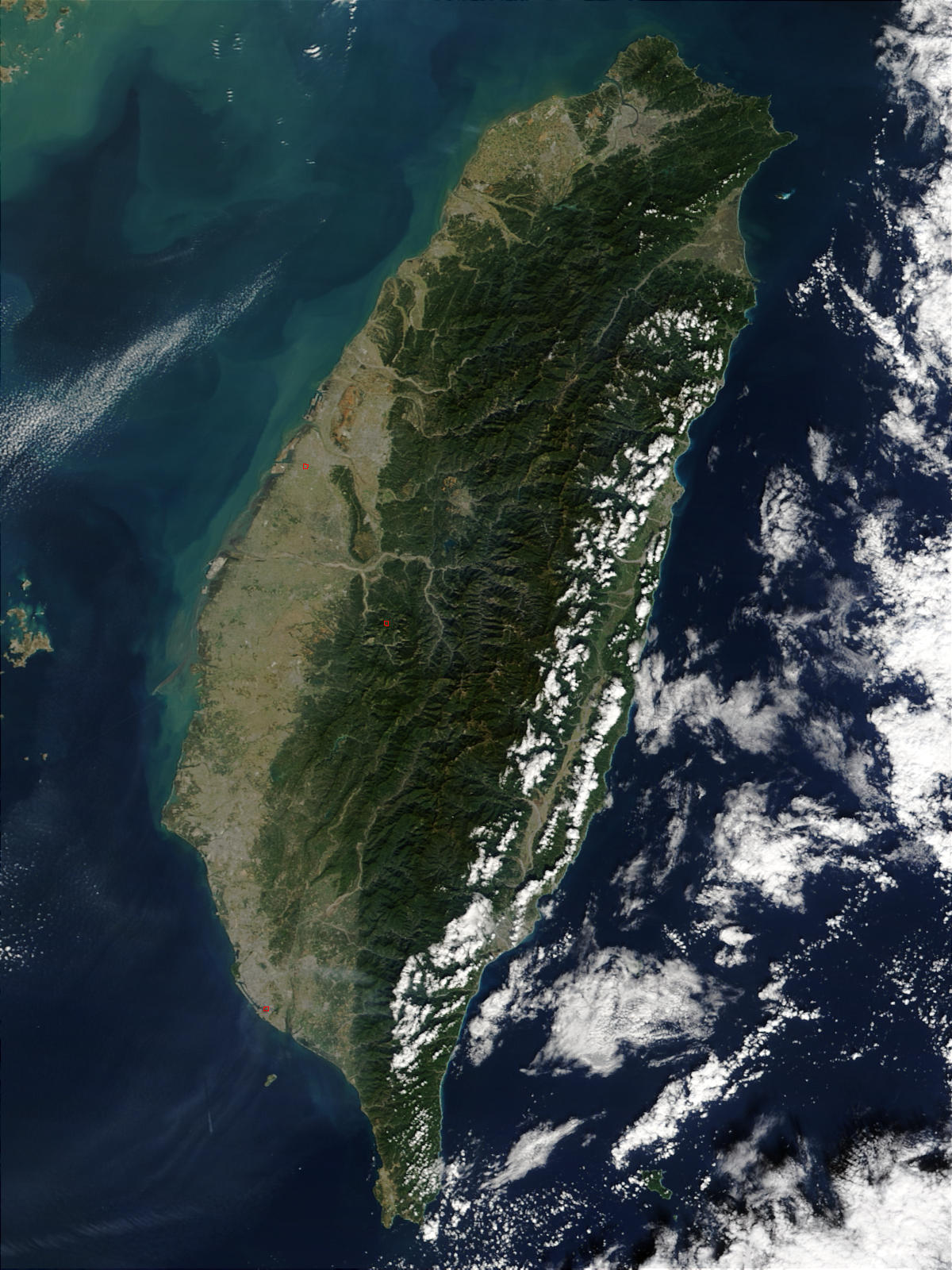
臺灣島衛星影像圖

两岸分治后初期，中華民國空軍掌控中国东南地区和台湾海峡的制空权，中華民國防空識別區的最西北点更设在位於中国大陆的江西省境内。中华民国空军时常飛越台灣海峽中線執行空投文宣，军机更多次深入中国大陆进行高空侦察，足迹基本覆盖中国大陆全境。中华民国军机对中国大陆的抵近侦察则持续至1990年代。
21世纪後，中國人民解放军军力大幅度提升。2000年代初，解放军的飞行训练尚局限于内陆，出海训练的内容也很简单，少有协同；2004年后，解放军开始尝试军机大编队分批出海训练。而台灣方面則在其編隊接近海峡西岸的防空識别區時調派軍機升空監控。
中国人民解放軍空军“绕岛巡航”训练，既定计划由轰-6K、苏-30、苏-35、歼-11等轰炸机、戰鬥機和侦察机、预警机等多型战机从华东多个机场起飞进入航线，向海上进发，并飞越宫古海峡、巴士海峡和对马海峡，按照计划航线持续飞行。复旦大学研究员马尧分析，苏-30进行空中遮断，打击地面及海上目标，歼-11负责夺取制空权。

## 過程

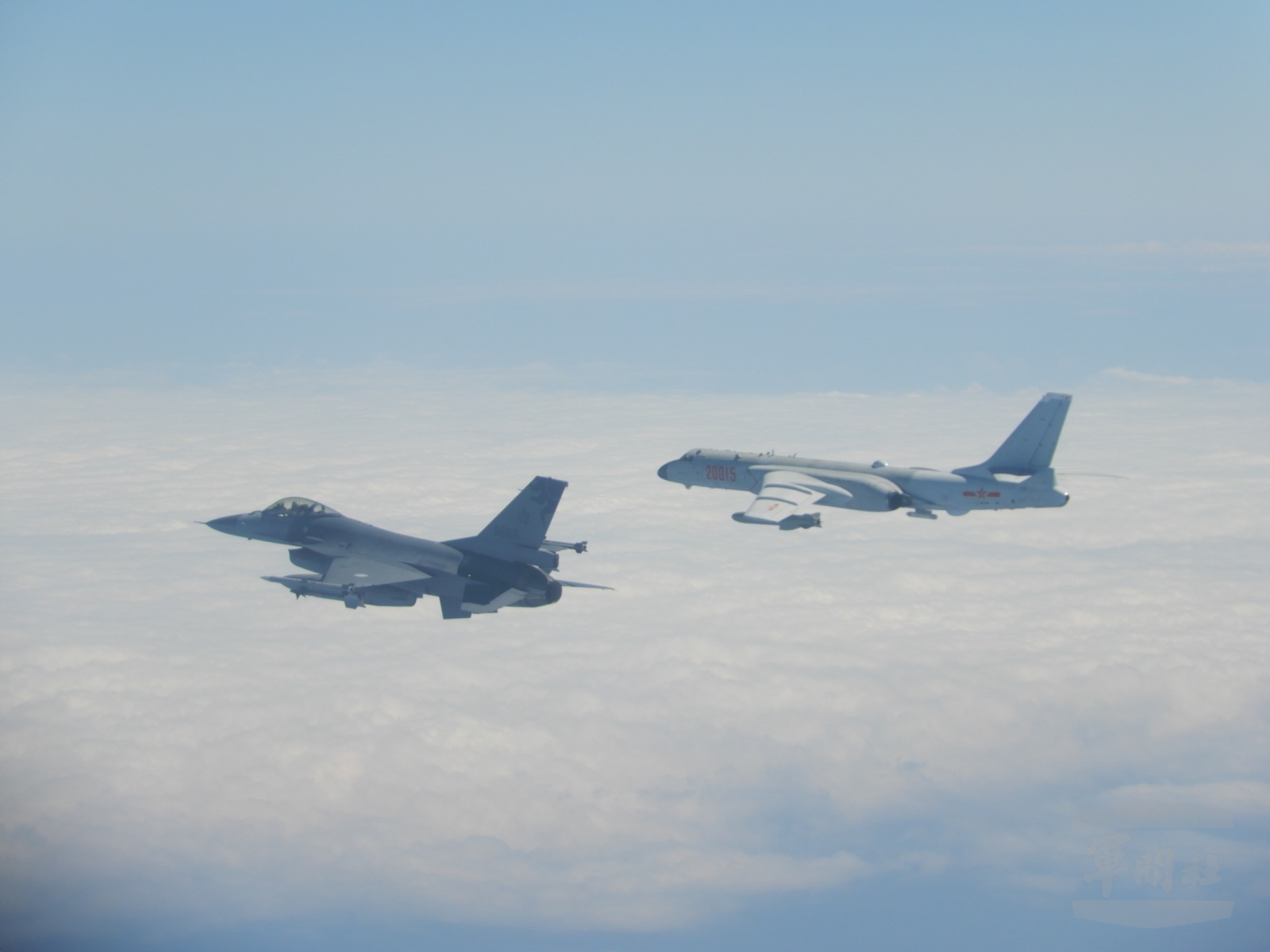
中國人民解放軍轟6等型機於2020年2月9日上午11時許，經巴士海峽進入西太平洋，中華民國空軍派出F-16全程監偵掌握應處

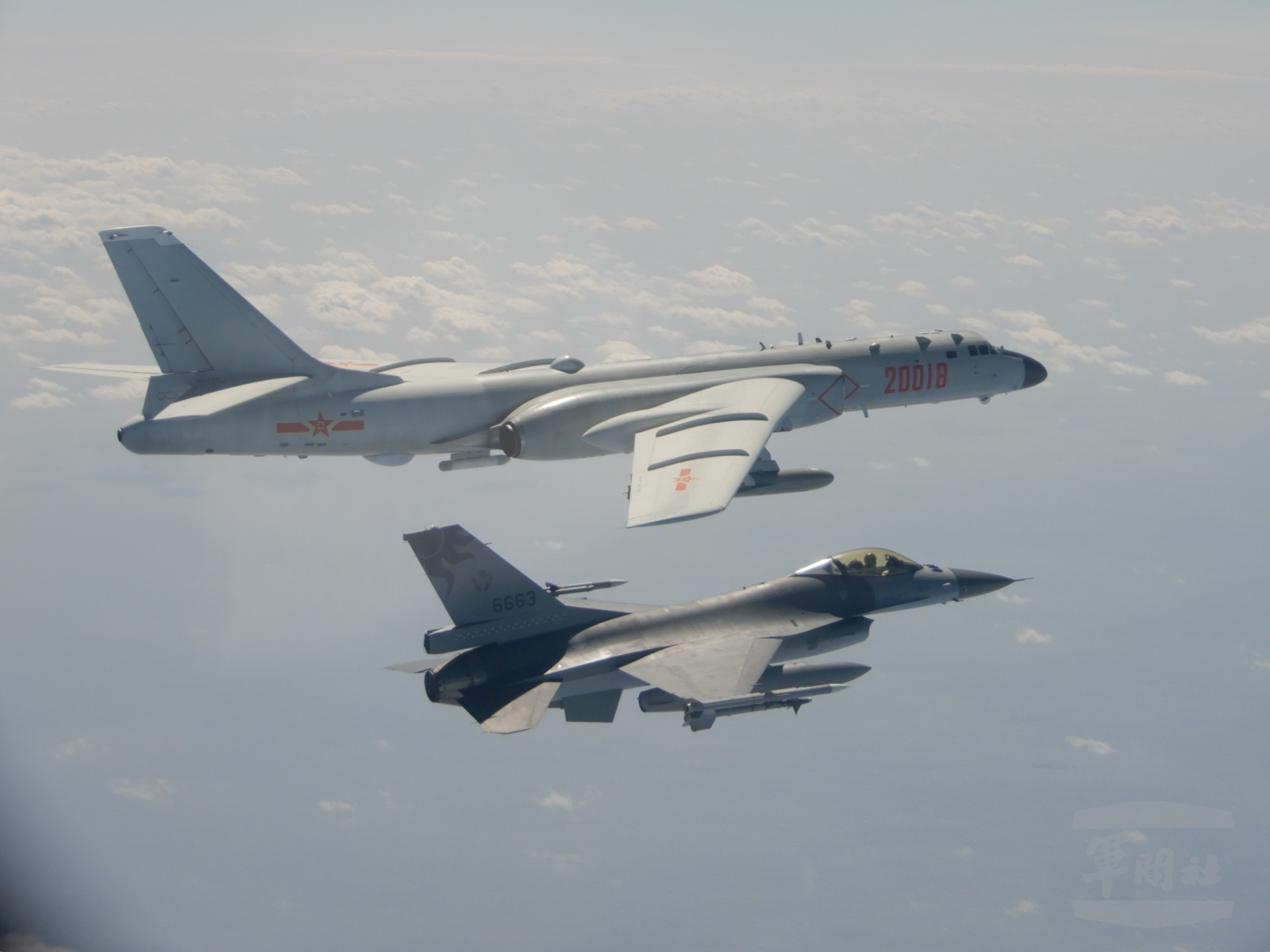
中國人民解放軍轟6等型機於2020年2月10日上午10時許，經巴士海峽進入西太平洋，中華民國空軍派出F-16全程監偵掌握應處

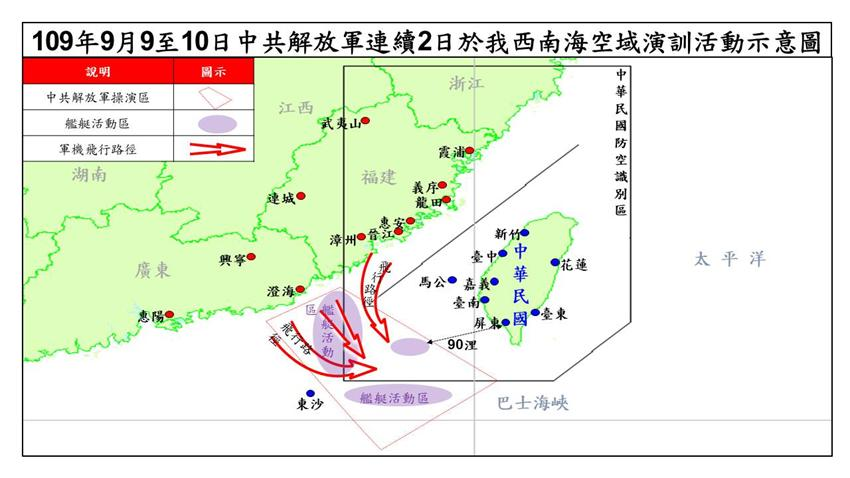
中國人民解放軍軍機與艦艇進入台灣西南航空識別區

早在馬英九政府執政時期，2013年下半年，中國人民解放軍轟炸機、電偵機編隊就從東部外海繞行過台灣，頻率甚至密集到每個月1到2次。
中国人民解放军公開“绕岛巡航”始於2016年，自2017年起次数大增，包含2016年12月10日、2017年12月11日、17日、18日、2018年4月18日、19日、20日、26日、5月11日、25日、2019年3月31日、4月15日均进行了“绕岛巡航”。2020年2月9日、2月10日、2月28日也進行了“绕岛巡航”。2020年全年，中國人民解放軍軍機380次進入中華民國防空識別區。中華民國國防部統計，2021年10月1日，共38架共機擾台；2日39架、3日16架，4日更高達56架。2021年數量達至近950架次。2022年7月始，因裴洛西訪問台灣加上臨近解放军建軍節，解放军军机绕台次數再次升高，8月7日解放军军机高達66架次，目前頻率最高的一次。隨後中國人民解放軍宣布以臺灣島周邊海空域為實彈射擊區。12月25日上午6时至26日上午6时，中華民國國防部共侦获71架解放军军机、七艘解放军军舰在台海周边活动，其中47架解放军军机飞越海峡中线，进入台湾西南空域。2023年11月1日，37架中国大陸飞机越过台海中线，并进入台湾西南和东南部的防空识别区。

## 海峽兩岸雙方說法

### 北京方面

#### 首次使用“绕岛巡航”一词
2017年12月12日，中国人民解放军空军新闻发言人申进科首次使用“绕岛巡航”一词，他表示，空军前一天出动轰-6K、苏-30、歼-11和侦察机、预警机、加油机等“绕岛巡航”，锤炼提升维护国家主权與领土完整的能力。此前“绕岛巡航”是指中国海警编队绕钓鱼岛巡航。

#### 首次承认绕岛巡航
2018年4月，中华人民共和国国防部例行记者会，发言人吴谦首次承认解放军进行绕岛巡航训练，並稱此舉為中国人民解放军應對“台独”分裂活动所展开的海上方向实战化军事训练，内容为出动多型多架战机绕台湾岛巡航。吴谦表示，“采取的一系列行动，针对的是岛内‘台独’势力及其活动，为的是防止台湾民众福祉因‘台独’图谋而受损害。”
同一时间，国务院台湾事务办公室新闻发言人马晓光在例行記者會上被提問解放军空军「绕岛巡航」是否為针对中华民國行政院院长賴清德的“台独”言论以及“台独”分裂活动所发出的警告時表示，台独分裂活动是台海和平稳定的最大现实威胁。解放军空军则称「绕岛巡航」是“用战机航迹丈量祖国的大好河山”，锤炼提升解放军维护国家主权與领土完整的能力。

### 台北方面
2017年，大陆委员会发表声明表示，“相关动态政府均全程监侦掌握并妥慎应处。中共当局刻意操作針對台施压与骚扰，企图挑起两岸及区域紧张，台湾人民知之甚明、不会接受。唯有放弃武力恐吓、正视两岸分治现实、透过务实沟通对话，双方分歧的解决才有可能。”
中華民國國防部在2017年国防报告书中将2016年8月至2017年12月的解放军的军舰、军机活动归纳为“共军军舰、军机跨区训练”。2019年国防报告书定义相同。
2019年4月15日，解放军飞机再度绕台。当日，在《台湾关系法》40年友谊庆祝酒会上，中华民国总统蔡英文表示，在充满变化的世界里，少数不变的是台美共同对印太地区和平、安全、稳定的承诺。近期解放軍增加在区域内的军事活动，包括15日军机飞过宫古海峡、巴士海峡，都挑战台海与区域稳定。美國在台協會主席莫健回应媒體提問時稱，解放軍的行动对台湾有威胁及胁迫，影响台海稳定情势，威胁区域稳定及两岸关系，无法赢得台湾人民的民心。
2020年2月，解放军飞机数度绕台。2月底，国民党籍立委吳斯懷向行政院提出書面質詢，對於國防部多次公布軍機對峙，認為造成人民無端緊張必要，應避免「狼來了」效應。3月11日再度发出書面質詢。吳斯懷指出，繞台究竟是經過台灣「周邊空域」還是「侵犯領空」相差極大，不論美軍軍機或解放軍軍機經（繞）過台灣周邊空域，「法理上並不能算是對我國有顯著的挑釁意味」，要國防部不要誤導。3月21日，中華民國國防部发布新闻稿，做出两点说明：“一、中共迄今仍未放棄武力犯台，且刻意單方面破壞臺海現狀，嚴重衝擊區域安全與和平穩定。尤其去年（2019年）3月31日共機蓄意踰越海峽中線，打破兩岸默契，加之今年（2020年）初迄今，中共不顧其內部疫情嚴重，竟於我周邊海空域進行四次「針對性」訓練，絕非僅「繞經或無害通過」週邊海、空域，都是「挑釁」、「威脅」的具體事證，本部以負責任的態度，係就事實陳述，絕無誤導情事。二、國軍基於職責，盱衡敵情威脅[……]國防部表示，「有實力才有安全」，國軍勤訓精練、戮力戰訓本務，強調國軍絕對有信心，有實力守護家園。”

## 域外反應

### 日本
2018年相关报道中，日本政府認為中國人民解放軍軍機經過日本方面的防空識別區時，日本航空自卫队必須时常派出战机紧急升空予以应对。

### 美國
2018年4月，美国国务院东亚和太平洋事务局发言人卡迪那·亚当斯表示，“美国持续对中国不断增长的军事能力及其相关战略意图缺乏透明度感到担忧。美国反对任一方采取旨在改变现状的单方面行动，包括任何武力或其他形式的胁迫手段。”

## 类似军事行动
- 东京急行 (军事行动)，冷战期间苏联针对日本的类似行动，及後由俄羅斯承繼；中國人民解放軍自2019年起亦有參與